# Gherla
Gherla (ungerska: Szamosújvár, tyska: Neuschloss) är en stad (municipiu) i länet Cluj i det historiska landskapet Transsylvanien i nordvästra Rumänien. Staden hade cirka 20 900 invånare 2011.